# Xã Manston, Quận Wilkin, Minnesota
Xã Manston (tiếng Anh: Manston Township) là một xã thuộc quận Wilkin, tiểu bang Minnesota, Hoa Kỳ. Năm 2010, dân số của xã này là 48 người.